# Two's Missing
| Recensione | Giudizio |
| ---------- | -------- |
| AllMusic   | [ 1 ]    |
| MusicHound | 2.5/5    |

Two's Missing è una raccolta dei The Who del 1987. Contiene brani pubblicati come singoli e alcuni inediti di difficile reperibilità all'epoca.

## Tracce
1. Bald Headed Woman (Lato B del singolo I Can't Explain del 1964) – 2:09
2. Under My Thumb (Lato B del singolo The Last Time del 1967) – 2:35
3. My Wife (registrato live a San Francisco, inedito) – 6:38
4. I'm a Man – 3:11
5. Dogs (Lato A dell'omonimo singolo del 1968) – 3:05
6. Dogs, Part Two (Lato B del singolo Pinball Wizard del 1969) – 2:26
7. Circles (Lato B del singolo Substitute dove però compariva col titolo "Instant Party") – 2:29
8. The Last Time (Lato A del singolo omonimo del 1967) – 2:50
9. Water (Lato B del singolo 5:15 del 1973) – 4:32
10. Daddy Rolling Stone (Lato B del singolo Anyway, Anyhow, Anywhere del 1965) – 2:48
11. Heat Wave – 2:40
12. Goin' Down (registrato live a San Francisco, inedito) – 3:41
13. Motoring – 2:50
14. Wasp Man (Lato B del singolo Relay del 1973) – 3:05